# 梅津智弘
梅津 智弘（うめつ ともひろ、1983年3月3日 - ）は、山形県上山市出身の元プロ野球選手（投手）。妻は、タレント・リポーターの若林翔子。

## 経歴
山形県立上山明新館高等学校から國學院大學へ入学後、硬式野球部に所属。大学の同期に伊藤義弘がいた。また、2015年に東北楽天ゴールデンイーグルスでチームメイトになった嶋基宏は梅津の2年後輩、聖澤諒は3年後輩に当たる。
大学2年生だった2002年には、東都大学野球秋季リーグ2部の拓殖大戦で完全試合を達成。2、3年の秋季には、東都大学野球の2部で最優秀投手のタイトルを獲得した。2部通算24勝9敗。
2004年のドラフト会議で、広島東洋カープからの6巡目指名を受けて入団した。背番号は39。

### 広島時代

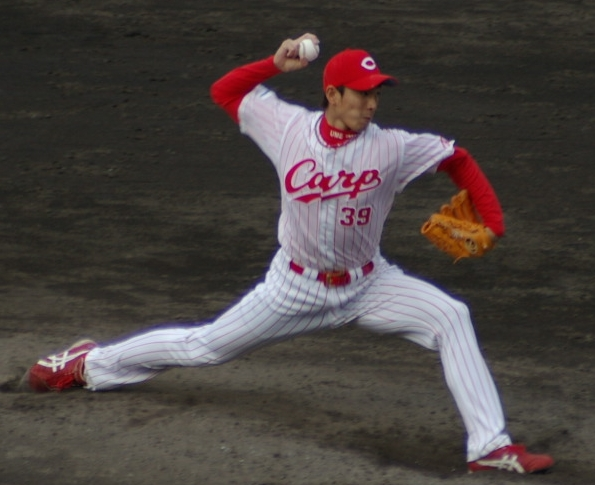
梅津の投球フォーム。

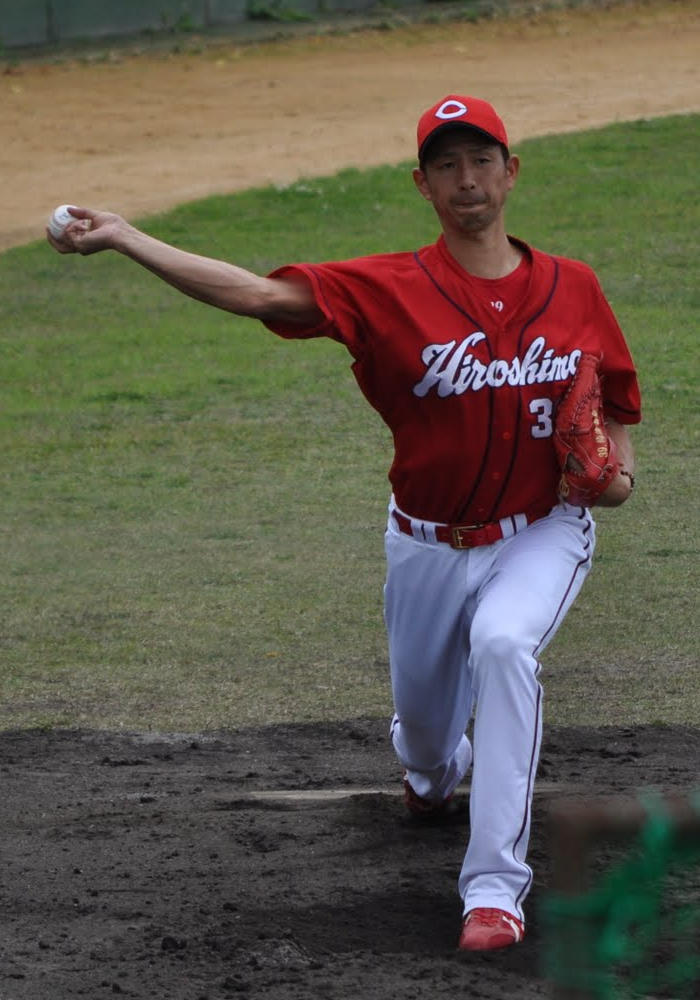
広島時代（2012年2月13日）

2005年には、開幕一軍入りを果たすと、プロ3試合目の登板になった4月5日の対阪神タイガース戦（広島市民球場）に3球で一軍初勝利を記録。その一方で、6月29日の同カード（米子市民球場）では、1球で一軍初の敗戦投手になった。シーズン通算では、中継ぎとして一軍公式戦33試合に登板。防御率2.53という成績を残した。
2006年には、投球フォームで試行錯誤を重ねた影響で、シーズンの前半を二軍で過ごした。8月以降は一軍に定着。奪三振率が前年から2倍近くに上昇した。シーズン通算では、一軍公式戦23試合の登板で防御率1.23を記録した。
2007年には、シーズン序盤からクローザーの永川勝浩につなぐセットアッパーとして頻繁に登板。シーズン通算では、チームトップの21ホールドを挙げた。その一方で7月上旬には二軍へ降格となりその後すぐに一軍へと復帰したが、復帰後はビハインドの展開からの起用が多くなった。なお、シーズン終了後の12月21日にはモデル・タレントの若林翔子との入籍を発表している。
2008年はチームトップの64試合に登板して、チーム最多の21ホールド、防御率2.62とセットアッパーとして安定した活躍を見せた。その活躍が評価され、契約更改では前年の倍以上となる3800万円（推定）でサインした。
2009年はシーズン序盤は安定した投球を続けていたが、6月4日に右肩痛で一軍登録を抹消。三軍でリハビリを続けて8月2日の二軍の公式戦で実戦復帰登板となったが、その試合で右肩痛が再発した。登板1試合で再び三軍でリハビリを行うこととなり、そのままシーズン終了となった。秋季キャンプ期間でも広島に残ってリハビリを続けた。
2010年は敗戦処理やワンポイントでの登板が主となった。それでもなんとか防御率3点台を維持していたが、8月25日の阪神戦で1イニング10自責点と大炎上し（チームは22対8で阪神に大敗。）防御率は6点台にまで悪化し翌日二軍落ちした。一軍復帰後は成績を多少持ち直したが、結局自己最悪となる防御率5.80でシーズンを終えた。
2011年は中継ぎとして23試合に登板。防御率こそ2.70と良好だったが、左打者を苦手としたことからイニングを任されるほどの信頼は得られず、対右打者のワンポイントリリーフとしての起用が中心となった。
2012年以降は一軍公式戦への登板機会が大幅に減少し、同年には9試合、2013年には8試合の登板にとどまった。
2014年には一軍公式戦で自身3年ぶりの2桁（11試合）登板を記録した。しかし、10月28日に球団から戦力外通告を受けたため、11月9日には現役続行を視野に第1回合同トライアウトを受験した。

### 楽天時代
2014年11月14日に、東北楽天ゴールデンイーグルスと育成選手契約で合意したことが発表された。背番号は139。
移籍した2015年には、7月31日に支配下登録選手へ復帰するとともに背番号を92に変更した。8月4日に移籍後初の出場選手登録。翌5日の対埼玉西武ライオンズ戦（楽天koboスタジアム宮城）で移籍後初の一軍公式戦登板を果たした。この試合では、球団側の手違いで自身のユニフォームの手配が間に合わなかったため同僚投手のケニー・レイ（背番号12）のユニフォームを借りて登板した。だが、秋山翔吾に本塁打を打たれるなど1回を投げて3失点という内容で交代した。結局、梅津の一軍での登板機会はこの試合のみで8月9日に出場選手登録を抹消された。梅津はそのままシーズンを終えると、10月2日に自身2度目の戦力外通告を受けたため、同月31日に自身のブログで現役引退を表明した。

### 現役引退後
楽天球団では、2015年11月23日に楽天koboスタジアム宮城で開催したファン感謝祭で森山周・西村弥との合同引退セレモニーを実施。2016年以降も、同球団の職員を務めている。同年から2017年までは、一軍のサブマネジャーを担当。2017年には打撃投手も兼務しているが、他の打撃投手と違って背番号を付けなかった。2018年から二軍マネジャーへ異動。2022年12月で楽天を退団し、草野大輔が開校した「草野塾」の山形校・塾長として野球を教えている。
その傍らTBCラジオの野球解説者として活動している。

## 選手としての特徴
長身のサイドスロー右腕。タイミングが取りづらい投球フォームから直球、変化球ともにコースに投げ分ける制球力を誇る。変化球はキレのあるスライダー、シュート、シンカーを投げる。プロ入り後は中継ぎ投手として活躍。広島時代は一時セットアッパーを担った。右打者に強く、2006年から2009年まで4年連続で被打率は1割台だった。

## 詳細情報

### 年度別投手成績
| 年 度      | 球 団      | 登 板 | 先 発 | 完 投 | 完 封 | 無 四 球 | 勝 利 | 敗 戦 | セ 丨 ブ | ホ 丨 ル ド | 勝 率 | 打 者 | 投 球 回 | 被 安 打 | 被 本 塁 打 | 与 四 球 | 敬 遠 | 与 死 球 | 奪 三 振 | 暴 投 | ボ 丨 ク | 失 点 | 自 責 点 | 防 御 率 | W H I P |
| ---------- | ---------- | ----- | ----- | ----- | ----- | -------- | ----- | ----- | -------- | ----------- | ----- | ----- | -------- | -------- | ----------- | -------- | ----- | -------- | -------- | ----- | -------- | ----- | -------- | -------- | ------- |
| 2005       | 広島       | 33    | 0     | 0     | 0     | 0        | 1     | 1     | 0        | 5           | .500  | 136   | 32.0     | 30       | 3           | 12       | 2     | 2        | 18       | 0     | 0        | 12    | 9        | 2.53     | 1.31    |
| 2006       | 広島       | 23    | 0     | 0     | 0     | 0        | 0     | 1     | 1        | 9           | .000  | 84    | 22.0     | 14       | 0           | 7        | 1     | 0        | 23       | 1     | 0        | 3     | 3        | 1.23     | 0.95    |
| 2007       | 広島       | 47    | 0     | 0     | 0     | 0        | 2     | 3     | 0        | 21          | .400  | 193   | 44.1     | 39       | 5           | 20       | 1     | 1        | 36       | 1     | 0        | 27    | 26       | 5.28     | 1.33    |
| 2008       | 広島       | 64    | 0     | 0     | 0     | 0        | 0     | 3     | 1        | 21          | .000  | 236   | 58.1     | 44       | 6           | 18       | 3     | 2        | 49       | 0     | 0        | 18    | 17       | 2.62     | 1.06    |
| 2009       | 広島       | 26    | 0     | 0     | 0     | 0        | 2     | 1     | 0        | 9           | .667  | 94    | 24.2     | 17       | 1           | 4        | 1     | 0        | 16       | 0     | 0        | 6     | 5        | 1.82     | 0.85    |
| 2010       | 広島       | 46    | 0     | 0     | 0     | 0        | 0     | 1     | 0        | 6           | .000  | 186   | 40.1     | 47       | 9           | 17       | 2     | 3        | 24       | 0     | 0        | 33    | 26       | 5.80     | 1.59    |
| 2011       | 広島       | 23    | 0     | 0     | 0     | 0        | 3     | 1     | 0        | 4           | .750  | 82    | 20.0     | 21       | 1           | 3        | 1     | 3        | 11       | 1     | 0        | 6     | 6        | 2.70     | 1.20    |
| 2012       | 広島       | 9     | 0     | 0     | 0     | 0        | 0     | 0     | 0        | 1           | ----  | 38    | 6.2      | 11       | 0           | 4        | 0     | 3        | 5        | 1     | 0        | 5     | 3        | 4.05     | 2.25    |
| 2013       | 広島       | 8     | 0     | 0     | 0     | 0        | 0     | 0     | 0        | 0           | ----  | 42    | 10.1     | 9        | 0           | 4        | 0     | 1        | 6        | 0     | 0        | 6     | 6        | 5.23     | 1.26    |
| 2014       | 広島       | 11    | 0     | 0     | 0     | 0        | 0     | 0     | 0        | 0           | ----  | 80    | 18.1     | 22       | 1           | 6        | 0     | 1        | 9        | 0     | 0        | 12    | 12       | 5.89     | 1.53    |
| 2015       | 楽天       | 1     | 0     | 0     | 0     | 0        | 0     | 0     | 0        | 0           | ----  | 7     | 1.0      | 4        | 1           | 0        | 0     | 0        | 1        | 0     | 0        | 3     | 3        | 27.00    | 4.00    |
| 通算：11年 | 通算：11年 | 291   | 0     | 0     | 0     | 0        | 8     | 11    | 2        | 76          | .421  | 1178  | 278.0    | 258      | 27          | 95       | 11    | 16       | 198      | 4     | 0        | 131   | 116      | 3.76     | 1.27    |

### 記録
初記録
- 初登板：2005年4月5日、対阪神タイガース1回戦（広島市民球場）、6回表に2番手で救援登板、2回無失点
- 初奪三振：同上、6回表無死に赤星憲広を見逃し三振
- 初勝利：2005年4月7日、対阪神タイガース3回戦（広島市民球場）、9回表2死に4番手で救援登板・完了、1/3回無失点
- 初ホールド：2005年5月15日、対オリックス・バファローズ3回戦（スカイマークスタジアム）、3回裏1死に2番手で救援登板、2回無失点
- 初セーブ：2006年8月18日、対横浜ベイスターズ14回戦（横浜スタジアム）、11回裏に3番手で救援登板・完了、1回無失点

その他の記録
- 1球敗戦投手：2005年6月29日、対阪神タイガース8回戦（米子市民球場）、7回表にアンディ・シーツに左越逆転3ラン ※史上17人目
  - 1球敗戦投手でプロ初黒星となったのは史上2人目（過去に1997年に柴田佳主也、後に2008年に根本朋久が記録）

### 背番号
- 39（2005年 - 2014年）
- 139（2015年 - 同年7月30日）
- 92（2015年7月31日 - 同年終了）